# Affaire Jonathan Coulom
Pour les articles homonymes, voir Coulom.
L’affaire Jonathan Coulom, également appelée de manière abrégée affaire Jonathan, est une affaire criminelle française dans laquelle Jonathan Coulom, 10 ans, a été enlevé dans la nuit du 7 avril 2004 à Saint-Brevin-les-Pins en Loire-Atlantique. Son corps est trouvé, ligoté et lesté d'un parpaing dans un étang à Guérande le 19 mai 2004. À ce jour, Martin Ney est suspecté d'être l'auteur du meurtre mais l'affaire n'est pas encore jugée. 

## Biographie
Jonathan Coulom habite Orval dans le Cher. Il est surnommé « Titi », « Jo » ou « Cowboy » par ses parents Virginie et Stéphane. Il a trois sœurs. Jonathan n'a pas été reconnu par Laurent, son père biologique. Quand Stéphane et Virginie se sont unis, Jonathan avait un an et demi et Stéphane avait également une fille d'un an. Stéphane était câbleur jusqu'à un accident en septembre 2001 qui lui a brisé le dos. Virginie était caissière jusqu'à la naissance de sa dernière fille. Jonathan est frêle : il mesure environ 1,40 m pour à peine plus de 30 kg. Il est timide, méfiant et souriant. Il aime la moto et le football. Il a une boucle d'oreille dorée à l'oreille gauche.

## Faits et enquête
Jonathan a 10 ans et demi et est en CM1. Le 31 mars 2004, il fait partie des 24 enfants des classes de CM1-CM2 qui partent en classe de mer à la station balnéaire de Saint-Brevin-les-Pins en Loire-Atlantique, pour une semaine, dans le centre de vacances « PEP 18 »,. Il est au sud de la commune, bordé par la route bleue et l'avenue André-Vien, dans le quartier du Menhir. La commune est presque déserte en cette saison. La moitié des résidences sont inoccupées.
Jonathan dort avec cinq autres camarades dans la chambre « Pouliguen »,. Il n'y a pas de poignée à l'intérieur sur la porte de la chambre, donc par sécurité, la porte n'est jamais fermée quand quelqu'un est à l'intérieur. Le grillage séparant le centre de vacances et la route bleue est éventré et affaissé à plusieurs endroits, il est donc facile de s'introduire sur le terrain et d'accéder aux bâtiments.
Le soir du 6 avril 2004 le groupe se couche vers 23 h, car une boum est organisée. Dans un bâtiment adjacent, une fête organisée par des jeunes adultes qui passent le BAFA, se termine aux environs de 2 h du matin. Lors de sa dernière ronde aux environs de minuit, le surveillant est certain que Jonathan était couché dans son lit. La conductrice du car, qui a conduit les enfants dans ce centre, se rend aux toilettes dans la nuit du 6 au 7 et constate que la porte du bloc où dort Jonathan est grande ouverte (cette porte donne sur l'extérieur). Elle la referme.
Le 7 avril 2004, un peu après 7 h du matin, sa disparition est constatée. Il n'était vêtu que de son pyjama. Toutes ses affaires sont restées dans la chambre. La nuit était froide et pluvieuse.
Le 16 avril 2004 le procureur de Saint-Nazaire ouvre une information judiciaire pour enlèvement et séquestration. Catherine Salsac est l'avocate des parents de Jonathan.
Le 22 avril 2004 les enquêteurs allemands de l'Office fédéral de police criminelle contactent les gendarmes, car l'affaire présente des similitudes avec celles d'un tueur en série allemand, surnommé « l'homme en noir », « l'homme à la cagoule » ou « l'homme au masque ». Il est soupçonné d'avoir commis une quarantaine d'agressions sexuelles sur des garçons dans des colonies de vacances ou des campings en bord de mer. Quatre autres ont été enlevés et tués : trois allemands, Stefan Jahr 13 ans (le 31 mars 1992), Dennis Rostel 8 ans (le 24 juillet 1995) et Dennis Klein 11 ans (le 5 septembre 2001), ainsi qu'un néerlandais Nicky Verstappen (nl) 11 ans (le 10 août 1998),,.
Un témoin déclare avoir vu une berline immatriculée avec des plaques allemandes, stationnée près du centre de vacances, la nuit de la disparition de Jonathan.
Une minuscule tache de sang est trouvée sur un drap du lit où dormait Jonathan. Une vaste campagne de prélèvement et d'analyse d'ADN est réalisée,,, en vain, c'était une fausse piste. Environ 200 prélèvements d'ADN ont été réalisés en cinq ans. C'est du sang d'un autre enfant qui a dormi dans les mêmes draps, quelque temps avant Jonathan.

### Découverte du corps
Le soir du 19 mai 2004 le corps de Jonathan est trouvé nu, ligoté en position fœtale et lesté d'un parpaing dans le petit étang du manoir de la Porte-Calon à Guérande à proximité de l'ancien couvent des Ursulines,,,. Son cou, ses poignets et ses chevilles sont liés par une cordelette en nylon nouée avec des nœuds marins tous identiques, réalisés avec précision. L'étang est invisible de l'extérieur de la propriété, il se trouve sous les fenêtres des locataires du manoir.
Les médecins légistes ayant autopsié le corps de Jonathan concluent qu'il n'est pas mort noyé, son corps ne présente aucune lésion osseuse, ni blessure visible, pas de trace d'étranglement, ni d'élément toxique, il a vraisemblablement été tué par suffocation. Le corps de Jonathan est trop dégradé pour pouvoir dire s'il a été violé,.
Dans un premier temps, les enquêteurs privilégient l'hypothèse d'un prédateur local car :
- les conclusions de l'autopsie font croire que Jonathan a été séquestré un certain temps avant d'être tué[10] ;
- il faut « être du coin » pour connaître l'existence du centre de vacances à Saint-Brévin-les-Pins et de l'étang du manoir à Guérande, et pour savoir comment y accéder discrètement[14].

En avril 2011, Martin Ney, un Allemand, ancien éducateur devenu pédagogue, est arrêté à Hambourg. Il avoue de nombreuses agressions sexuelles et les meurtres des trois garçons allemands en 1992, 1995 et 2001. Mais il nie être l'auteur des faits sur Jonathan Coulom et Nicky Verstappen, le garçon hollandais,,,,,,,,,. La piste du tueur allemand n'étant pas concluante, est abandonnée.
Les recherches se concentrent depuis sur un prédateur sévissant dans une douzaine de centres de vacances de la façade atlantique, principalement dans le secteur de Guérande, Saint-Brévin-les-Pins et La Turballe. Il a agressé ou tenté d'agresser sexuellement au moins 30 filles et garçons de 7 à 13 ans entre 1982 et 1998,,,,.

### Aujourd'hui
En avril 2018, un codétenu de Martin Ney révèle que ce dernier lui a fait des confidences en prison, dans lesquelles il avoue être l'auteur de l'enlèvement de Jonathan. À la même période, un appel à témoins est lancé par la gendarmerie chargée de l'enquête afin d'obtenir des renseignements sur un sac à dos en cuir marron que Ney dit avoir perdu lors du rapt de Jonathan.
Un mandat d'arrêt européen est émis à l'encontre du suspect allemand, Martin Ney, le mercredi 9 octobre 2019, par le juge d'instruction nantais Stéphane Lorentz.
Le 20 janvier 2021 Martin Ney, incarcéré à perpétuité en Allemagne, est extradé en France pour répondre de cet assassinat. Il est mis en examen le 25 janvier. Conformément à l'accord passé avec les autorités allemandes, le magistrat dispose de 8 mois pour le confondre. En mars 2021, le juge et les enquêteurs lancent un appel à témoins afin de faire progresser les investigations.
Interrogé durant 8 mois par le juge Stéphane Lorentz, Martin Ney persiste à nier son implication dans le meurtre de Jonathan Coulom et repart purger sa peine en Allemagne.
En mars 2024, l'enquête est terminée en France, laissant envisager la possibilité d'un procès. 
En décembre 2024, Martin Ney est renvoyé devant les Assises, pour le meurtre de Jonathan Coulom mais il fait appel de cette décision. 

## Documentaires télévisés
: document utilisé comme source pour la rédaction de cet article.
- « Affaire Jonathan Coulom » le 4 novembre 2008 dans Non élucidé sur France 2.
- « Vacances mortelles » (premier reportage) dans « ... sur la côte Atlantique » le 29 septembre 2014, dans Crimes sur NRJ 12.
- « Affaire du petit Jonathan : le mystérieux homme en noir » le 23 janvier 2019 dans Enquêtes criminelles : le magazine des faits divers sur W9.
- « Affaire Jonathan Coulom » le 25 février 2021 dans Non élucidé, l'enquête continue sur RMC Story.
- « Affaire Jonathan Coulom » le 10 avril 2021 dans Au bout de l'enquête, la fin du crime parfait ? sur France2.

## Émission radiophonique
- « L'affaire Jonathan, dix ans sans réponses » le 8 avril 2014, « L'affaire Jonathan » le 10 avril 2018 et « L'affaire Jonathan : sur la piste de l'homme en noir » le 23 avril 2018 dans L'Heure du crime de Jacques Pradel sur RTL.